# Психологический возраст
Психологический возраст — способность осознания внутреннего «я» в окружающем мире, он определяется субъективными ощущениями человека своего возраста, его действиями и поведением. Психологический возраст может не совпадать с хронологическим. Например, младшие подростки чувствуют и ведут себя как представители более старшего возраста. Пожилые люди, которые свободно владеют компьютером и мобильными телефонами и придерживающиеся либеральных взглядов и носящие молодёжную одежду, имеют психологический возраст меньше хронологического.
Психологический возраст указывает, насколько смог адаптироваться человек к окружающей среде.
Психологический возраст имеет особенности:
- Измеряется в зависимости от индивидуальных ощущений;
- Обратим в некоторых пределах. — В разных сферах жизнедеятельности может не совпадать.
- Может сопровождаться кризисами возраста[3].

Советский психолог Даниил Борисович Эльконин в своей периодизации психического развития предложил рассматривать каждый психологический возраст на базе таких критериев: социальная ситуация развития, основные новообразования развития и ведущий тип деятельности. При этом нужно оценивать всю структуру деятельности в соответствующем возрасте и анализировать, почему именно этот тип деятельности ведущий.
Психологический возраст говорит, насколько смог адаптироваться человек к окружающей среде. В это понятие входит интеллектуальные способности, социальные связи, способность обучаться, эмоциональная устойчивость, а также некоторые психологические свойства, такие как независимость материальная и социальная, твердость характера, способность принимать решения и ответственность за них, эмпатия, честность.
В понятии возраста существует несколько представлений, например, физический, социальный, педагогический, хронологический и пр. Границы этих понятий чаще всего условны. Данная категория психологического осознания человека изучена мало, но она имеет большое значение т к кроме психологического поля человек живёт и в психологическом времени.
Мерой психологического возраста определяется не только насколько человек ощущает себя молодым или старым, но и его эмоциональная, интеллектуальная составляющая жизни. У каждого индивида своя мера исчисления возраста, как приводится пример в книге «Общие вопросы самосознания личности» В. В. Ивановой, часть людей исчисляют по этапам деятельного характера: детство — до школы, школа, армия, поступление в вуз и пр — юность, выход на работу — зрелость. Кто-то исчисляет встречами со значимыми людьми, браком, рождением детей, или отталкиваясь от динамики личностного роста и приобретения навыков. Много примеров есть тому, как биологический возраст утрачивает силу перед психологическим и 60-летний чувствует себя 30-летним соответственно ведет себя в обществе, одевается и пр.
Субъективное ощущение возраста во многом зависит от темперамента, образа жизни, того как провел человек молодость и зрелость. Окружающие чувствуют какой возраст человек ощущает и так же относятся к нему, чем ещё больше укрепляют осознание.

## Исследования
Ученые Евгений Головаха и Александр Кронник провели эксперимент по определению их психологического возраста, в тестировании участвовало 83 человека с высшим образованием в возрасте от 21 до 44 лет, по результатам исследования выяснилось, что у каждого четвёртого возраст совпадал или был приближен к паспортному. А. А. Кронник также провел исследование на основании утверждения, что люди не достигшие того же социального положения что и их ровесники, ощущают себя значительно моложе. Исследовали самооценку у людей 23-25 лет поделив их на 2 группы по наличию и отсутствию брака. Холостые ощущали себя моложе, а вторая группа старше или соответственно своему возрасту.